# Fazal-ur-Rehman
Maulana Fazal-ur-Rehman (en ourdou : مولانا فضل الرحمٰن), né le 19 juin 1953 à Dera Ismail Khan, est un religieux musulman et homme politique pakistanais. Il a fondé et dirige depuis 1988 l'un des principaux partis politiques religieux du pays, la Jamiat Ulema-e-Islam (F). Il est élu quatre fois député de l'Assemblée nationale et est le chef officiel de l'opposition de 2004 à 2008.
Dans les années 1980 et 1990, Rehman s'allie avec Benazir Bhutto et participe à sa coalition gouvernementale durant ses deux mandats de Premier ministre. Il est également un soutien des talibans afghans. En 2002, il forme avec d'autres partis une alliance islamiste qui réalise un vrai succès aux élections législatives de 2002, mais se rompt quelques années plus tard.
Depuis 2008, il s'est allié successivement avec le Parti du peuple pakistanais puis avec la Ligue musulmane du Pakistan (N), avant de reformer l'alliance islamiste pour le scrutin de 2018. Défait lors de ce dernier, il devient l'un des premiers opposants à Imran Khan.

## Jeunesse et éducation
Fazal-ur-Rehman est né à Dera Ismail Khan dans la Province de la Frontière-du-Nord-Ouest, dans le nord-ouest du pays. Il est le fils de Maulana Mufti Mahmoud, un intellectuel islamique qui a été ministre en chef de la province dans les années 1970.
Il passe sa scolarité dans une madrassa, puis obtient un bachelor en études islamiques de l'Université de Peshawar en 1983. Il part ensuite faire ses études en Égypte, où il obtient un nouveau diplôme de l'Université al-Azhar.

## Carrière politique

### Alliance avec le Parti du peuple pakistanais

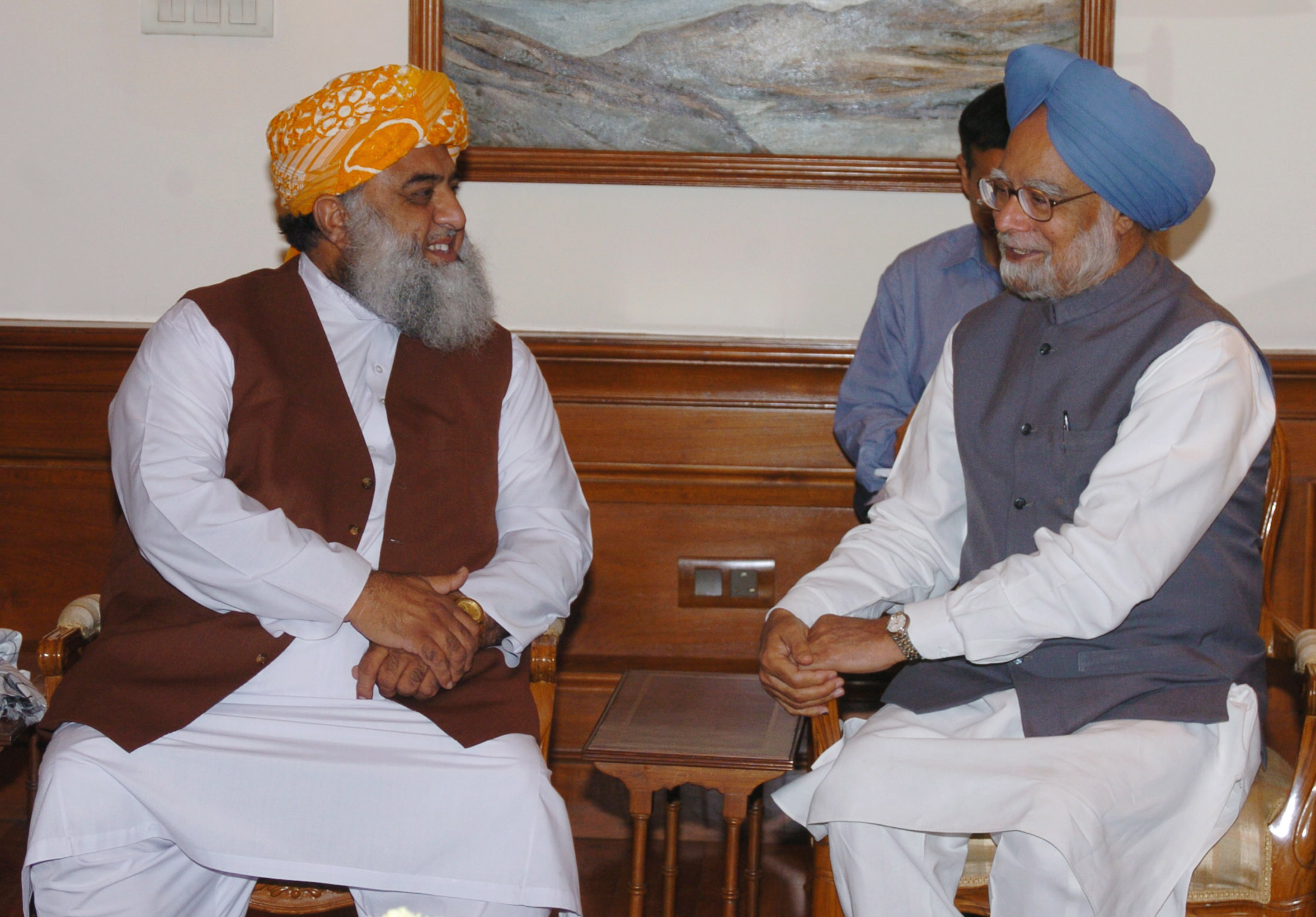
Rehman rencontre le Premier ministre indien Manmohan Singh en 2007.

Rehman revient au Pakistan en 1988 et est élu député durant les élections de la même année.
Rehman et son parti, la Jamiat Ulema-e-Islam (F), se sont alliés à la Première ministre Benazir Bhutto et au Parti du peuple pakistanais lors de ses deux mandats, de 1988 à 1990 puis de 1993 à 1996. Il partage avec elle son opposition à Nawaz Sharif et à la Ligue musulmane du Pakistan (N). Bien que fondamentaliste religieux, il a clairement soutenu son droit à devenir Première ministre d'une République islamique en tant que femme, et a mené campagne en sa faveur dans la Province de la Frontière-du-Nord-Ouest.
Rehman a été accusé de corruption durant sa participation aux gouvernements du PPP, et est présenté par ses opposants comme un homme opportuniste. Fazal-ur-Rehman est également connu comme un supporter actif des talibans afghans, que son organisation a contribué à former religieusement dans des camps de réfugiés du nord-ouest du Baloutchistan. En 1994, il contribue au rapprochement entre les talibans et le gouvernement de Benazir Bhutto.

### Alliance islamiste
En 2002, son parti politique fonde avec d'autres partis religieux comme la Jamaat-e-Islami une coalition islamiste, la Muttahida Majlis-e-Amal. Lors des élections législatives de 2002, la formation réalise une bonne performance, avec 11,2 % des voix et 61 députés, devenant la troisième force de l'Assemblée nationale. L'alliance forme ensuite un gouvernement de coalition avec la Ligue musulmane du Pakistan (Q), qui soutient le président Pervez Musharraf.
En 2004, face au début de l'insurrection islamiste au Pakistan, Rehman critique la politique militaire de Musharraf qui déclenche les hostilités avec certains groupes talibans. Rehman estime la politique pakistanaise dictée par les États-Unis et il quitte la coalition en 2004. En août 2004, il est officiellement élu chef de l'opposition à l'Assemblée nationale avec le soutien du Parti du peuple pakistanais.

### Nouvelle alliance avec le Parti du peuple pakistanais
Lors des dernières élections de 2008, il est réélu député avec environ 56 % des voix face à cinq autres candidats dans la circonscription du district de Bannu de l'Assemblée nationale. En 2008, la coalition qui comprenait son parti, la Muttahida Majlis-e-Amal, éclate et le parti de Rehman est le seul à ne pas boycotter le scrutin. La Jamiat Ulema-e-Islam (F), qui dispose de sept députés, rejoint ensuite la coalition de gouvernement du Premier ministre Youssouf Raza Gilani du Parti du peuple pakistanais, mais il la quitte en décembre 2010.

### Alliance avec Nawaz Sharif

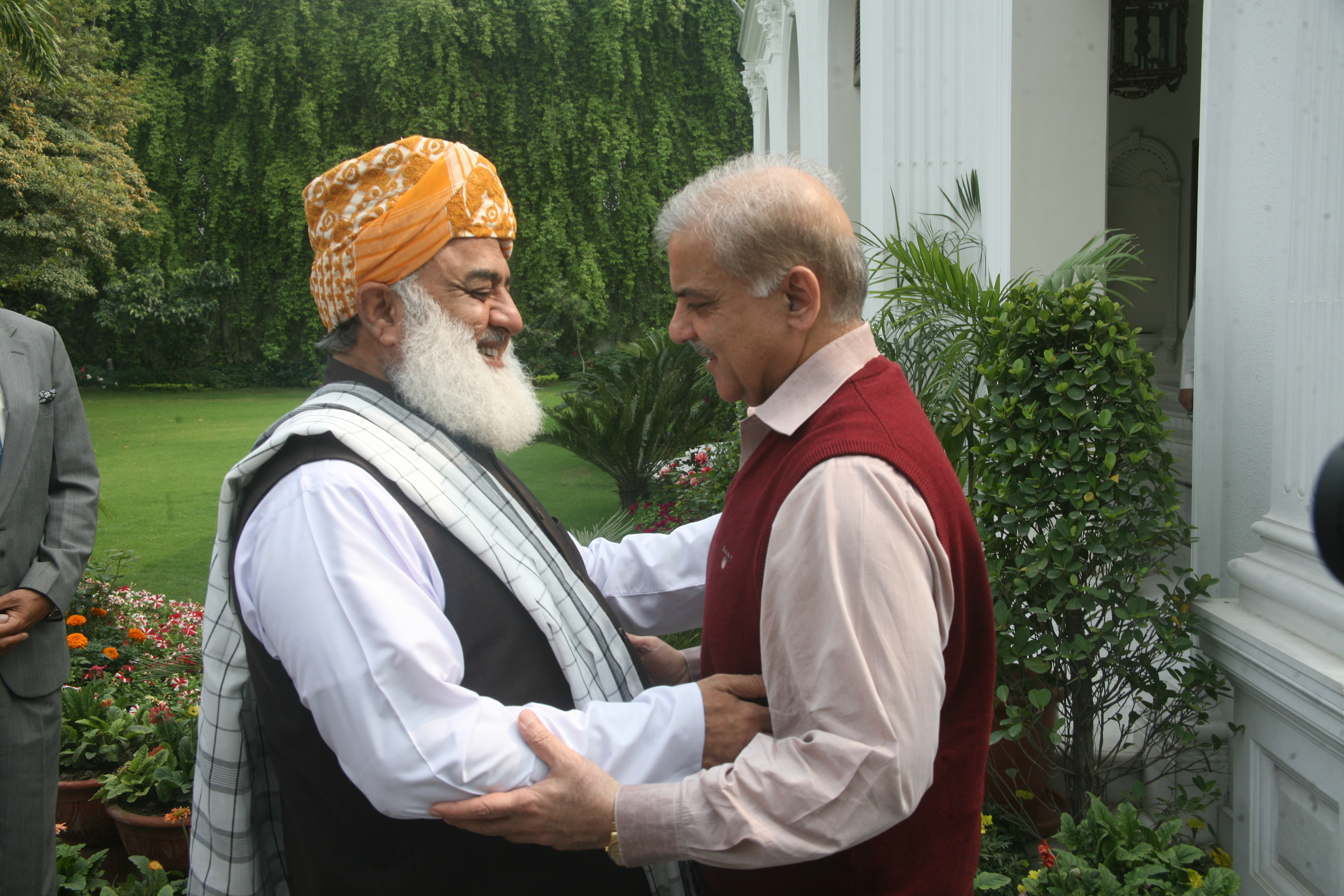
Fazal-ur-Rehman rencontre Shehbaz Sharif, en 2015.

À la suite des élections législatives de 2013, Rehman est élu député dans la circonscription du district de Dera Ismail Khan de l'Assemblée nationale avec environ 47 % des voix face à 33 autres candidats, et remporte également l'une de deux autres circonscriptions dans lesquelles il s'est présenté mais choisit de conserver sa circonscription de naissance. Sa formation réalise dans le même temps la meilleure performance de son histoire sans être membre d'une coalition, avec 15 députés et 3,2 % des voix. Il rejoint ensuite le gouvernement de Nawaz Sharif et sa Ligue musulmane du Pakistan (N), son ancien rival.

### Défaite de 2018 et opposition à Imran Khan
À la faveur des élections législatives de 2018, l'alliance Muttahida Majlis-e-Amal est refondée afin d'unir les forces islamistes et Fazl-ur-Rehman en prend la présidence. Celle-ci échoue cependant à réitérer son succès de 2002 en remportant seulement 12 députés et 4,8 % des voix alors que Fazl-ur-Rehman est défait dans les deux circonscriptions de Dera Ismail Khan, avec 28 et 30 % des voix, perdant son siège à l'Assemblée nationale. Rehman rejette les résultats et dénonce des fraudes, plaidant alors pour le boycott des assemblées auquel il renonce sous pression des autres dirigeants du MMA et de l'opposition.

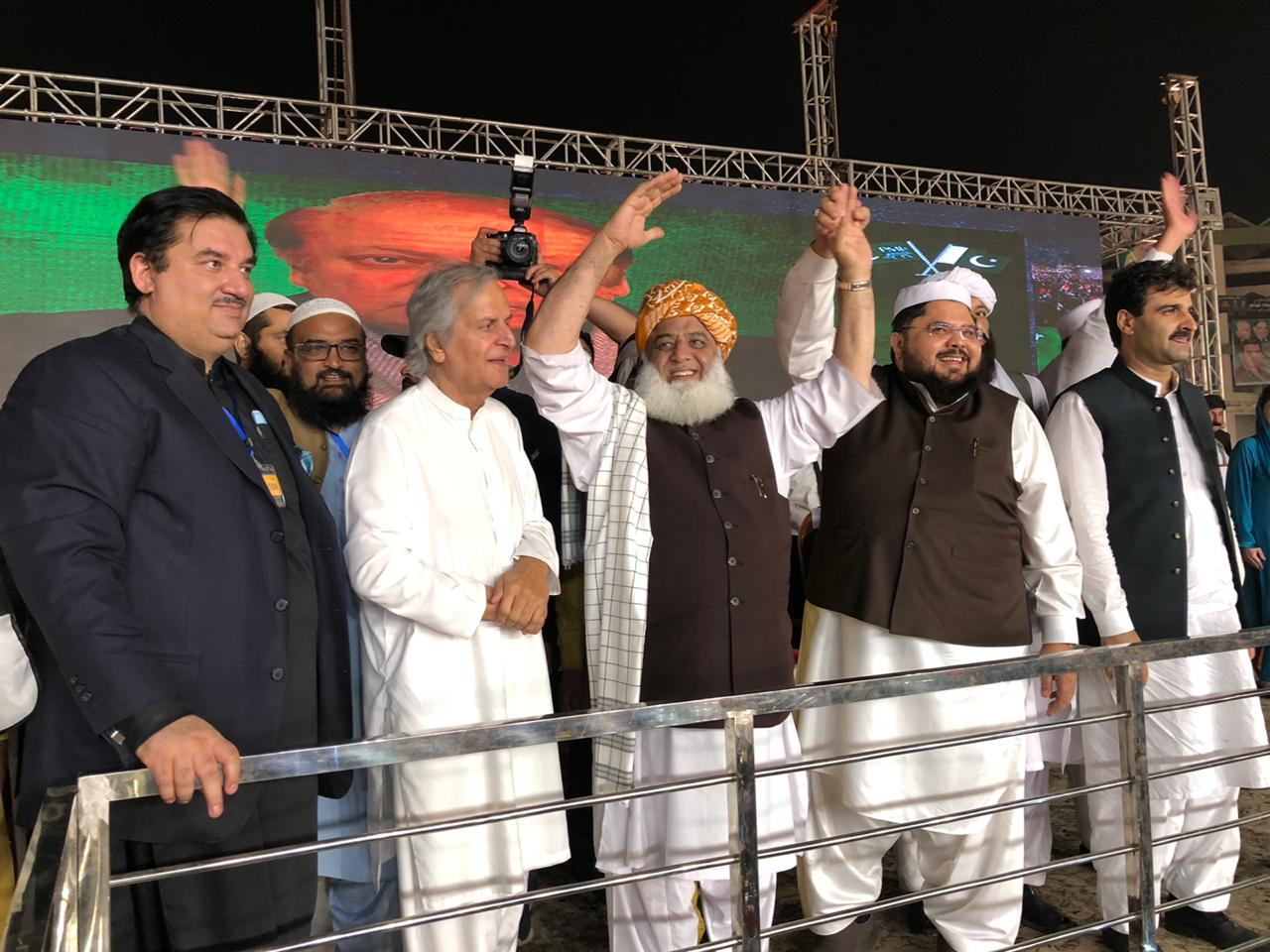
Rehman lors d'un rassemblement du Mouvement démocratique pakistanais en octobre 2020.

Candidat à l'élection présidentielle pakistanaise de 2018, il reçoit le soutien de la principale formation de l'opposition, la Ligue musulmane du Pakistan (N) (LMP-N). Avec 185 voix sur les 662 du collège électoral, il arrive deuxième du scrutin, derrière Arif Alvi du Mouvement du Pakistan pour la justice mais devant Aitzaz Ahsan, candidat du Parti du peuple pakistanais (PPP).
Le 1er novembre 2019, un cortège de près de 20 000 de ses partisans arrivent à Islamabad pour réclamer la chute du gouvernement d'Imran Khan, qu'ils accusent d'avoir été coopté par l'armée. Il reçoit également le soutien du PPP et de la LMP-N. Fort de ce succès, il participe à la création du Mouvement démocratique pakistanais avec ces deux formations en septembre 2020, dans le but de réunir toute l'opposition. Il en devient le président alors qu'il apparait comme un choix consensuel pour les deux principaux partis, mais surtout grâce à l'appui de la Ligue, le PPP ayant plaidé pour une présidence tournante.
Réputé pour son opportunisme, il soutient la nomination de Shehbaz Sharif au poste de premier ministre en avril 2022.
Il redevient député après les élections législatives pakistanaises de 2024.